# Machaeritis
Machaeritis är ett släkte av fjärilar. Machaeritis ingår i familjen praktmalar, Oecophoridae.

## Dottertaxa tillMachaeritis, i alfabetisk ordning[1]
- Machaeritis acibdela
- Machaeritis aegrella
- Machaeritis agelaea
- Machaeritis argoptera
- Machaeritis asemantica
- Machaeritis assulosa
- Machaeritis callicypha
- Machaeritis calligenes
- Machaeritis calliphylla
- Machaeritis cedea
- Machaeritis coniata
- Machaeritis cosmozona
- Machaeritis costipuncta
- Machaeritis diclethra
- Machaeritis doxastica
- Machaeritis dulcicula
- Machaeritis dystechna
- Machaeritis encrita
- Machaeritis epidela
- Machaeritis gamelia
- Machaeritis grammophora
- Machaeritis gypsoplaca
- Machaeritis haplopa
- Machaeritis hemera
- Machaeritis heptachora
- Machaeritis heteropa
- Machaeritis homalopis
- Machaeritis homomorpha
- Machaeritis hylobita
- Machaeritis hyperleuca
- Machaeritis hypolepta
- Machaeritis indocta
- Machaeritis insolita
- Machaeritis lechriomochla
- Machaeritis leptocneca
- Machaeritis linigera
- Machaeritis melanosparta
- Machaeritis melanospora
- Machaeritis melanossa
- Machaeritis microptila
- Machaeritis milichia
- Machaeritis myrodes
- Machaeritis naias
- Machaeritis nephelora
- Machaeritis nephelospila
- Machaeritis niphodesma
- Machaeritis niphoessa
- Machaeritis ochrocapna
- Machaeritis orthosema
- Machaeritis oxyptila
- Machaeritis oxytora
- Machaeritis parastatis
- Machaeritis pavida
- Machaeritis pelinopa
- Machaeritis percara
- Machaeritis pissogramma
- Machaeritis platycapna
- Machaeritis pleuromochla
- Machaeritis polycapna
- Machaeritis proseches
- Machaeritis psamathina
- Machaeritis psathyra
- Machaeritis quinquepunctis
- Machaeritis samphoras
- Machaeritis synora
- Machaeritis thysanoessa
- Machaeritis trissospila
- Machaeritis xanthomita
- Machaeritis xanthopasta
- Machaeritis xerodes